# مزرعه یزدانی
مزرعه یزدانی، روستایی است از توابع بخش مرکزی شهرستان آزادشهر در استان گلستان ایران.

## جمعیت
این روستا در دهستان نظام‌آباد قرار دارد و براساس سرشماری مرکز آمار ایران در سال ۱۳۸۵، جمعیت آن ۴۵۰ نفر (۱۱۵خانوار) بوده‌است.